# Le Dirigeable fantastique
Le Dirigeable fantastique ou le Cauchemar d'un inventeur, estrenada als Estats Units com The Inventor Crazybrains and His Wonderful Airship i al Regne Unit com  Fantastical Air Ship, és un curtmetratge mut francès de 1906 dirigit per Georges Méliès. La pel·lícula va ser estrenada per la Star Film Company de Méliès i està numerada del 786 al 788 als seus catàlegs.

## Argumenta
Als seus allotjaments destartalats, decorats amb dissenys de famoses aeronaus del passat, l'inventor Crazybrains balla amb alegria per haver dissenyat un nou dirigible. Quan fa una migdiada, apareixen figures malignes a la seva habitació, fent estralls alegrement amb els seus papers abans de donar pas a una visió de la nova aeronau de Crazybrains que s'eleva per sobre dels terrats. L'aeronau viatja pels núvols i al cel apareixen dones reclinades en posicions pictòriques. De sobte, una bola de foc colpeja l'aeronau, i explota amb molt de foc i fum mentre les figures malignes reapareixen. Crazybrains, despertant-se del seu malson, esquitxa la seva habitació en un frenesí, fent caure els plans de l'aeronau a terra.

## Temes
Le Dirigeable fantastique és una de les nombroses pel·lícules de Méliès, com Le Voyage dans la Lune i Le Voyage à travers l'impossible, amb un científic còmic excèntric. Tal com el presenta Méliès, el personatge està connectat tant amb la llegenda del Faust (un tema favorit del cineasta) com amb la tradició cinematogràfica de llarga durada de la figura del científic boig. De la mateixa manera, les representacions paròdiques de professionals científics també apareixen en altres primeres pel·lícules, com ara A Trip to Mars de l'Edison Manufacturing Company de 1910.

## Estrena i supervivència
Una impressió pintada a mà de la pel·lícula, probablement del laboratori de coloració d'Elisabeth Thuillier, es troba a l'Eye Filmmuseum. Va ser restaurada l'any 1991.